# 신위 (가수)
신위 (2002년 5월 25일 ~ )은 대한민국에서 활동하는 중국의 가수로 걸 그룹 tripleS의 멤버이다.